# Helen Miller Gould (goélette)
L'Helen Miller Gould est une goélette de pêche au maquereau qui a eu une courte durée d'existence. Première grosse goélette équipée d'un moteur auxiliaire, elle est représentative du passage de la voile au moteur. 

## Premières années
Le bâtiment a été conçu par le capitaine G. Melvin McClain de Rockport, au Massachusetts, qui a également conçu l'Effie M. Morrissey. Il a été construit par John Bishop au cours de l'hiver 1899-1900 aux chantiers Vincent Cove à Gloucester, dans le Massachusetts. La goélette a été lancée le 29 mars 1900 devant une foule de plus de 3 000 personnes. Le capitaine Jacobs (surnommé le roi des tueurs de maquereaux) était à bord lors du lancement, ainsi que le capitaine G. Melvin McClain et quelques autres capitaines. C'est la fille du capitaine Jacobs qui a baptisé le navire en cassant une bouteille de vin. 
La même année 1900, les propriétaires installèrent un moteur Globe de 35 chevaux pour compléter les voiles. Par la suite, ils installèrent un moteur plus puissant de 150 chevaux, ce qui augmenta sa vitesse à 8 nœuds. Avec ce plus gros moteur, elle a commencé sa vraie carrière de pêche au maquereau avec Jacobs comme capitaine.  

## Fin soudaine
Le 25 octobre 1901, dix-sept mois après son lancement, elle a pris feu à North Sydney, en Nouvelle-Écosse, à la suite d'une fuite dans l'appareil à essence, et a brûlé jusqu'à la ligne de flottaison. La menace d'une explosion empêchait les efforts de lutte contre l'incendie qui auraient pu la sauver. L'équipage a pu s'échapper, mais tous leurs effets personnels ont été perdus.     